# エマニュエル・ベアール
エマニュエル・ベアール（Emmanuelle Béart, 1963年8月14日 - ）は、フランスの女優。

## 来歴
1963年8月14日にサントロペで生まれたとされるが、1965年という説もある。父親は歌手であり詩人のギイ・ベアールで、日本でも有名な歌『河は呼んでいる』で知られる。母親はイギリス生まれでモデル・女優だったジュヌヴィエーヴ・ガレア。自身はレバノン人、エジプト人、ユダヤ人、イタリア人、ギリシャ人の血を引く。ブロンドの髪、ブルーの目のイメージが強いが、本来の髪色はブルネットである。
1976年に映画『Demain les mômes』で女優としてデビュー。15歳でカナダに留学した折、ロバート・アルトマン監督と出会い、女優の道を勧められたことを機に、帰国した1982年から改めて本格的に演技の勉強を始める。1986年の『愛と宿命の泉 PART2/泉のマノン』でセザール賞助演女優賞を受賞。翌1987年には『天使とデート』でハリウッドに進出した。1991年の『美しき諍い女』では4時間近い上映時間の多くをヌードで演じて話題になった。1995年には『フランスの女』でモスクワ国際映画祭女優賞を受賞。翌1996年には『ミッション:インポッシブル』で9年ぶりにハリウッド映画に出演した。1999年の『見出された時-「失われた時を求めて」より-』ではカブール・ロマンチック映画祭で女優賞を受賞。2002年の『8人の女たち』で共演したカトリーヌ・ドヌーヴやイザベル・ユペールらとともにベルリン国際映画祭芸術貢献賞やヨーロッパ映画賞女優賞を受賞した。

### 私生活
『優しく愛して』（1985年）や『愛と宿命の泉 PART2/泉のマノン』（1986年）で共演した俳優のダニエル・オートゥイユと1993年に結婚し、同年に長女を出産するが、2年後の1995年に離婚。1996年には音楽プロデューサーとの間に長男をもうけた。2008年8月に俳優のミカエル・コアンと結婚している。
また、人権保護活動に熱心であり、1997年には移民の権利擁護のデモに参加して逮捕されたこともある。1996年から2006年までの10年間、ユニセフのフランス代表親善大使であった。

## 主な出演作品
| 公開年 | 邦題 原題                                                                                     | 役名                 | 備考 |
| ------ | --------------------------------------------------------------------------------------------- | -------------------- | --- |
| 1983   | 青い性 処女喪失 Premiers désirs                                                               | ヘレン               | 日本ではVHSスルー 別邦題『デビッド・ハミルトンの妖精たちのプレリュード/朝霧に香る甘い旋律』『妖精たちのプレリュード』『青い性』 |
| 1984   | Interdit アンテルディ/禁じられた愛 Un amour interdit                                          | コンスタンス         | 日本ではVHSスルー |
| 1985   | 優しく愛して L'amour en douce                                                                 | サマンサ・ペイジ     | |
| 1986   | 愛と宿命の泉 PART2/泉のマノン Manon des sources                                               | マノン               | セザール賞助演女優賞受賞 |
| 1987   | 天使とデート Date with an Angel                                                               | エンジェル           | |
| 1988   | エレベーターを降りて左 À gauche en sortant de l'ascenseur                                     | エヴァ               | |
| 1989   | 無秩序な少女 Les enfants du désordre                                                          | マリー               | |
| 1989   | 愛と欲望の果てに/ドレスの下のフランス革命 Les Jupons De La Revolution                         |                      | テレビ映画、日本ではVHSスルー                                                                                                   |
| 1991   | 美しき諍い女 La Belle noiseuse                                                                | マリアンヌ           | |
| 1991   | 深夜カフェのピエール J'embrasse pas                                                           | イングリッド         | |
| 1992   | 愛を弾く女 Un coeur en hiver                                                                  | カミーユ             | ヴェネツィア国際映画祭イタリア批評家賞受賞                                                                                      |
| 1993   | 小悪魔とキッス Rupture(s)                                                                     | ルーシー             | 日本ではVHS&LDスルー |
| 1994   | 愛の地獄 L'enfer                                                                              | ネリー               | |
| 1995   | フランスの女 Une femme française                                                              | ジャンヌ             | モスクワ国際映画祭女優賞受賞 |
| 1995   | とまどい Nelly & Monsieur Arnaud                                                              | ネリー               | |
| 1996   | ミッション:インポッシブル Mission: Impossible                                                 | クレア・フェルプス   | |
| 1996   | フェアリー・テイル Court Toujours: L'inconnu                                                  |                      | テレビ映画、日本ではVHSスルー                                                                                                   |
| 1998   | ドン・ジュアン Don Juan                                                                       | エルヴィール         | 日本ではVHS&DVDスルー |
| 1999   | 見出された時-「失われた時を求めて」より- Le temps retrouvé, d'après l'oeuvre de Marcel Proust | ジルベルト           | カブール・ロマンチック映画祭女優賞受賞                                                                                          |
| 1999   | ブッシュ・ド・ノエル La bûche                                                                 | ソニア               | |
| 2000   | 感傷的な運命 Les destinées sentimentales                                                      | ポーリン             | 日本ではDVDスルー |
| 2001   | 彼女たちの時間 La Répétition                                                                  | ナタリー             | |
| 2002   | デブラ・ウィンガーを探して Searching for Debra Winger                                         |                      | ドキュメンタリー |
| 2002   | 8人の女たち 8 femmes                                                                          | ルイーズ             | ベルリン国際映画祭芸術貢献賞受賞 ヨーロッパ映画賞女優賞受賞                                                                     |
| 2003   | Mの物語 Histoire de Marie et Julien                                                           | マリー               | |
| 2003   | かげろう Strayed                                                                              | オディール           | |
| 2003   | 恍惚 Nathalie...                                                                              | マルレーヌ           | |
| 2005   | 三銃士 妖婦ミレディの陰謀 D'Artagnan et les trois mousquetaires                               | ミレディ・ウィンター | 日本ではDVDスルー |
| 2005   | 恋は足手まとい Un fil à la patte                                                              | リュセット・ゴーチエ | |
| 2005   | 美しき運命の傷痕 L'enfer                                                                      | ソフィ               | |
| 2006   | ボディクライム 誘惑する女 A Crime                                                             | アリス・パーカー     | 日本ではDVDスルー |
| 2006   | 輝ける女たち Le Héros De La Famille                                                           | レア                 | |
| 2010   | 証人たち Les temoins                                                                          |                      | 日本ではDVDスルー |
| 2008   | DISCO ディスコ Disco                                                                          | フランス             | |
| 2008   | 変態島 Vinyan                                                                                 | ジャンヌ             | 日本ではDVDスルー |
| 2010   | Lovers Again/ラヴァーズ・アゲイン Ça commence par la fin                                      | ガブリエル           | 日本ではDVDスルー |
| 2011   | 嫉妬 Bye Bye Blondie                                                                          | フランセス           | 日本ではDVDスルー |
| 2014   | エマニュエル・ベアール 赤と黒の誘惑 My Mistress                                               | マギー               | 日本ではDVDスルー |
| 2020   | 未亡人、回る春 L'etreinte                                                                     |                      | 日本ではDVDスルー |
| 2022   | 午前4時にパリの夜は明ける Les passagers de la nuit                                            | ヴァンダ・ドルヴァル | |